# Virginia Slims of Dallas 1978
Virginia Slims of Dallas 1978  — жіночий тенісний турнір, що відбувся на закритих кортах з килимовим покриттям Moody Coliseum у Далласі (США) в рамках Світової чемпіонської серії Вірджинії Слімс 1978. Відбувсь усьоме і тривав з 6 березня до 12 березня 1978 року. Друга сіяна Івонн Гулагонг Коулі здобула титул в одиночному розряді й отримала за це 20 тис. доларів США.

## Фінальна частина

### Одиночний розряд
Івонн Гулагонг Коулі —  Трейсі Остін 4–6, 6–0, 6–2

### Парний розряд
Мартіна Навратілова /  Енн Сміт —  Івонн Гулагонг Коулі /  Бетті Стов 6–3, 7–6(5–2)

## Розподіл призових грошей
| Дисципліна       | П       | F       | 3-тє   | 4-те   | ЧФ     | 1/8    | 1/16 |
| Одиночний розряд | $20,000 | $10,500 | $6,300 | $5,500 | $2,800 | $1,550 | $850 |